# Конго на Светском првенству у атлетици у дворани 2014.
Конго је учествовао на Светском првенству у атлетици у дворани 2014. одржаном у Сопоту од 7. до 9. марта десети пут. Репрезентацију Конга представљао је један атлетичар, који се такмичио у бацању кугле.,
На овом првенству Конго није освојио ниједну медаљу а оборен је национални рекорд.

## Учесници
Мушкарци:
- Франк Елемба — Бацање кугле

## Резултати

### Мушкарци
| Атлетичар    | Дисциплина   | Лични рекорд | Квалификација | Квалификација | Финале               | Финале       | Детаљи |
| Атлетичар    | Дисциплина   | Лични рекорд | Резултат      | Место         | Резултат             | Место        | Детаљи |
| ------------ | ------------ | ------------ | ------------- | ------------- | -------------------- | ------------ | ------ |
| Франк Елемба | Бацање кугле |              | 17,74 НР      | 18            | Није се квалификовао | 18 / 19 (20) |        |